# Krasnoperekopsk (huyện)
Huyện Krasnoperekopsk (tiếng Ukraina: Красноперекопський район, chuyển tự: Krasnoperekopsks'kyi raion) là một huyện của tỉnh Krym. Huyện Krasnoperekopsk có diện tích 1231 km², dân số theo điều tra dân số ngày 5 tháng 12 năm 2001 là 31516 người với mật độ 26 người/km2. Trung tâm huyện nằm ở Krasnoperekopsk.